# Carlos Muñoz de Pablos
Carlos Muñoz de Pablos (Segovia, 1938) es un pintor segoviano especializado en el arte de la vidriera. Su labor profesional ha estado a caballo entre la restauración de vidrieras del patrimonio histórico artístico y la obra nueva, en la que ha desarrollado un lenguaje propio cargado de fuerza expresiva y con un manejo muy singular de la luz, el color y los materiales. Su taller lo tiene en Segovia.

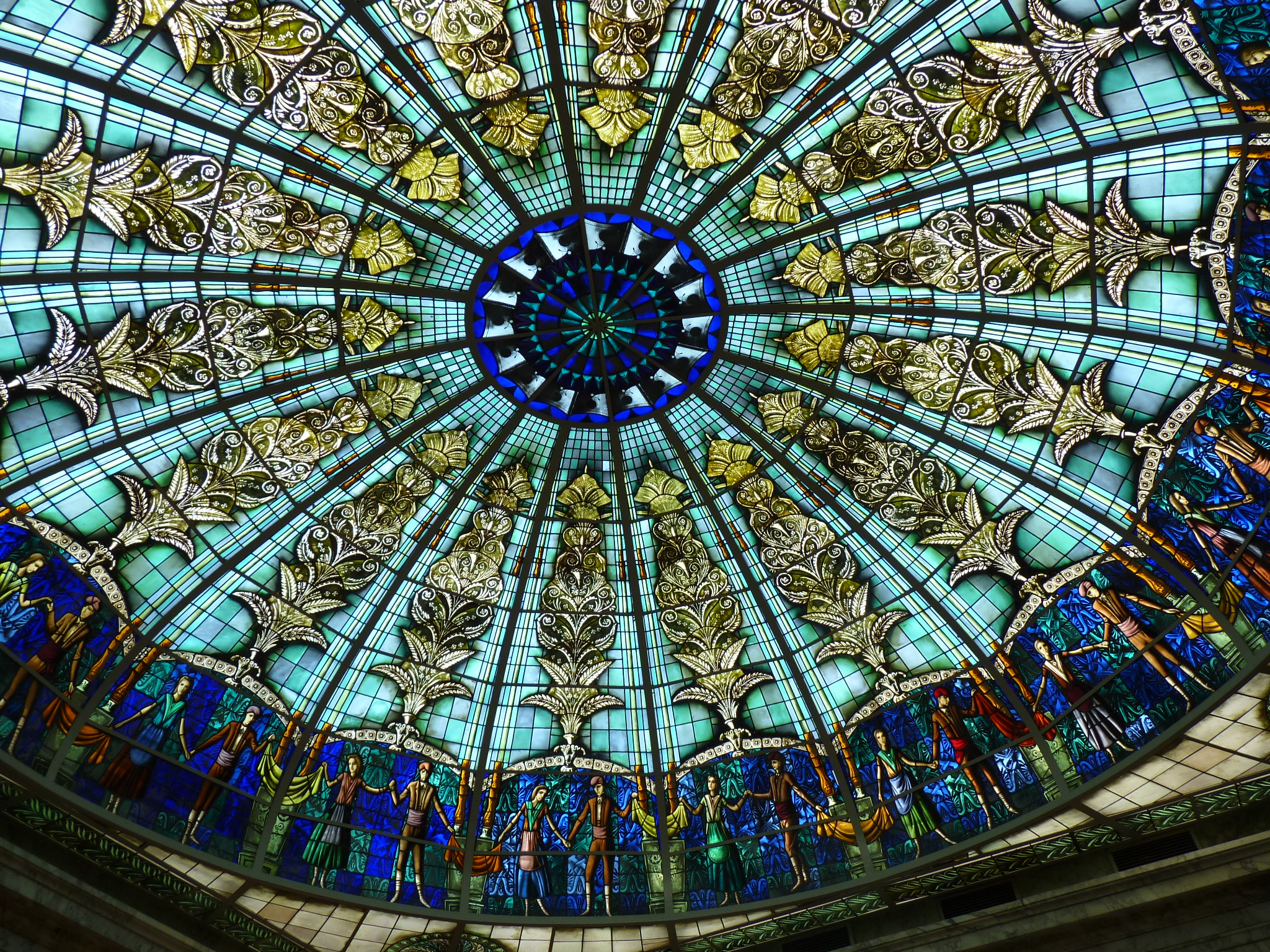
Vidriera de la cúpula del Palacete Albéniz (Barcelona), obra de 1968 de Carlos Muñoz de Pablos.

## Premios y reconocimientos
Fue galardonado con el premio Castilla y León de Restauración y Conservación del Patrimonio 2005 a propuesta de la Fundación Cándido de Segovia y según decidió por unanimidad el jurado, que emitió su fallo en Valladolid.
También ha obtenido uno de los premios Richard H. Driehaus, en la cuarta categoría dedicada a los trabajos en vidrio y metal.
Medalla de Oro al Mérito en las Bellas Artes 2023.